# Adonisea snowi
Adonisea snowi är en fjärilsart som beskrevs av Augustus Radcliffe Grote 1875. Adonisea snowi ingår i släktet Adonisea och familjen nattflyn. Inga underarter finns listade i Catalogue of Life.